# Антон Моравчик
Антон Моравчик (Коморан, 3. јун 1931 — Братислава, 12. децембар 1996) био  је словачки фудбалер.

## Играчка каријера
Играо је за неколико клубова, међу којима су Искра Жилина, УДА Праг и Слован Братислава.

## Репрезентативна каријера
Играо је за репрезентацију Чехословачке (25 мечева / 10 голова) и био учесник ФИФА Светског купа 1958. године.